# Phil Myre
Louis Philippe Myre (né le 1er novembre 1948 à Sainte-Anne-de-Bellevue, dans la province de Québec, au Canada) est un joueur professionnel canadien de hockey sur glace. Il évoluait au poste de gardien de but. Après sa carrière de joueur, il reste dans le monde du hockey en devenant entraîneur. Il est aussi un conférencier et maintient un blog commentant l’actualité et le développement de la Ligue nationale de hockey.

## Carrière de joueur
Il joue dans la Ligue de Hockey Junior du Québec pour les Bruins de Victoriaville lors des saisons 1963-1964, 1964-1965 et 1965-1966, puis pour les Bruins de Shawinigan lors de la saison 1966-1967.
Il est repêché en 5e position lors du repêchage amateur de la LNH 1966, par les Canadiens de Montréal. Il évolue pour les Flyers de Niagara Falls dans l’Association de hockey de l’Ontario durant les deux saisons suivantes, 1966-1967 et 1967-1968. Il remporte avec eux la Coupe Mémorial en 1968.
En 1968-1969, il commence sa carrière professionnelle au sein des Apollos de Houston qui évoluent dans la Ligue Centrale de Hockey. À la fin de la saison, il remporte le trophée Terry-Sawchuk pour avoir maintenu la plus faible moyenne de buts encaissés sur la saison.
Il fait ses débuts dans la LNH lors de la saison 1969-1970 avec les Canadiens de Montréal. Il joue aussi pour leur club-école, les Voyageurs de Montréal, qui évoluent dans la Ligue Américaine de Hockey.
Il dispute les deux saisons suivantes avec les Canadiens mais n’est que le troisième gardien derrière Rogatien Vachon et Ken Dryden, ce qui fait que lors de la victoire de la Coupe Stanley en 1971, son nom n’est pas gravé sur la coupe.
Lors du repêchage d’expansion de 1972, il est réclamé par les Flames d’Atlanta avec lesquels il évolue jusqu’en décembre 1977. Il est alors échangé aux Blues de Saint-Louis avec lesquels il dispute les saisons 1977-1978 et 1978-1979.
En 1979-1980 et 1980-1981, il garde les buts des Flyers de Philadelphie avec qui il échoue en finale de la Coupe Stanley en 1980.
En février 1981, il est échangé aux Rockies du Colorado. Il joue pour ces derniers la saison suivante, alternant entre la LNH et leur club-école, les Texans de Fort Worth évoluant en LCH.
Il représente son pays aux championnats du monde en 1981 où l’équipe canadienne termine à la 4e place.
En 1982-1983, il signe un dernier contrat professionnel avec les Sabres de Buffalo, il est entraîneur assistant-joueur pour le club-école, les Americans de Rochester et dispute encore 5 matchs de LNH. Il remporte d’ailleurs la Coupe Calder lors de la saison 1983-1984, avant de raccrocher ses patins.

## Carrière d’entraîneur et d’éclaireur
Il débute en tant qu’entraîneur-adjoint avec les Americans de Rochester en LAH lors des saisons 1982-1983 et 1983-1984.
À partir de la saison 1984-1985, il est employé auprès des Kings de Los Angeles en LNH. D’abord comme conseiller pour les gardiens de but, puis comme entraîneur adjoint des gardiens de but à partir de la saison 1985-1986 et ce jusqu'au 9 décembre 1987.
Lors des championnats du monde de 1986 à Moscou, il est  l’entraîneur adjoint de l'équipe canadienne ayant remporté la médaille de bronze.
Pour la saison 1988-1989, il a l’occasion d’être entraîneur-chef auprès des Americans Junior de Rochester.
À partir de la saison 1989-1990 jusqu’à la saison 1992-1993, il travaille pour les Red Wings de Détroit en LNH. La première saison, il est entraîneur adjoint, la seconde, conseiller auprès des gardiens de but et les deux dernières, il est l’entraîneur des gardiens de but.
Pour la saison 1994-1995, il teste un nouveau défi : être entraîneur de développement des joueurs auprès des Blackhawks de Chicago en LNH.
De la saison 1995-1996 à la saison 2004-2005, il travaille comme entraîneur des gardiens de but et éclaireur professionnel pour les Sénateurs d'Ottawa en LNH.
Lors de la saison 2005-2006, il change d’équipe pour les Panthers de la  Floride en LNH. Il sera entraineur des gardiens de buts pendant deux saisons et éclaireur professionnel jusqu’en 2009-2010.
Pour les saisons 2011-2012 et 2012-2013, il cumule deux mandats : éclaireur consultant pour les Canadiens de Montréal en LNH et  entraîneur adjoint des Grizzlies d’Oakland, au Michigan au niveau AAA.
Son dernier poste avant la retraite est entraîneur de gardien de but des Spirit de Saginaw en OHL pendant les saisons 2014-2015 et 2015-2016.

## Statistiques
| Saison     | Équipe                  | Ligue      |     | Saison régulière | Saison régulière | Saison régulière | Saison régulière | Saison régulière | Saison régulière | Saison régulière |       | Séries éliminatoires | Séries éliminatoires | Séries éliminatoires | Séries éliminatoires | Séries éliminatoires | Séries éliminatoires | Séries éliminatoires |
| Saison     | Équipe                  | Ligue      | PJ  | Min              | BC               | Moy              | % Arr            | Bl               | Pun              | PJ               | Min   | BC                   | Moy                  | % Arr                | Bl                   | Pun                  |                      |                      |
| 1963-1964  | Bruins de Victoriaville | LHJQ       | 1   | 60               | 8                | 8                | -                | -                | -                | 2                | 120   | 12                   | 6                    | -                    | -                    | -                    |                      |                      |
| 1964-1965  | Bruins de Victoriaville | LHJQ       | 21  | 1 260            | 82               | 3,91             | -                | 3                | -                | 9                | 540   | 36                   | 4                    | -                    | -                    | -                    |                      |                      |
| 1965-1966  | Bruins de Shawinigan    | LHJQ       | 44  | 2 620            | 136              | 3,11             | -                | 1                | -                | 12               | 730   | 34                   | 2,79                 | -                    | 3                    | -                    |                      |                      |
| 1966-1967  | Flyers de Niagara Falls | AHO        | 34  | 2 010            | 135              | 4,03             | -                | 1                | -                | 9                | 540   | 44                   | 4,89                 | -                    | -                    | -                    |                      |                      |
| 1967-1968  | Flyers de Niagara Falls | AHO        | 50  | -                | -                | 3,09             | -                | 1                | 39               | 19               | 1 140 | 72                   | 3,79                 | -                    | -                    | -                    |                      |                      |
| 1968-1969  | Apollos de Houston      | LCH        | 53  | 3 150            | 150              | 2,83             | -                | 2                | -                | 2                | 119   | 7                    | 3,53                 | -                    | -                    | -                    |                      |                      |
| 1969-1970  | Canadiens de Montréal   | LNH        | 10  | 503              | 19               | 2,27             | 92,3             | -                | 2                | -                | -     | -                    | -                    | -                    | -                    | -                    |                      |                      |
| 1969-1970  | Voyageurs de Montréal   | LAH        | 15  | 900              | 37               | 2,47             | -                | -                | -                | -                | -     | -                    | -                    | -                    | -                    | -                    |                      |                      |
| 1970-1971  | Canadiens de Montréal   | LNH        | 30  | 1 675            | 87               | 3,12             | 90,5             | 1                | 17               | -                | -     | -                    | -                    | -                    | -                    | -                    |                      |                      |
| 1971-1972  | Canadiens de Montréal   | LNH        | 9   | 527              | 32               | 3,65             | 88,4             | -                | 4                | -                | -     | -                    | -                    | -                    | -                    | -                    |                      |                      |
| 1972-1973  | Flames d'Atlanta        | LNH        | 46  | 2 734            | 138              | 3,03             | 90,2             | 2                | 5                | -                | -     | -                    | -                    | -                    | -                    | -                    |                      |                      |
| 1973-1974  | Flames d'Atlanta        | LNH        | 36  | 2 018            | 112              | 3,33             | 88,9             | -                | 4                | 3                | 186   | 13                   | 4,2                  | 88,5                 | -                    | -                    |                      |                      |
| 1974-1975  | Flames d'Atlanta        | LNH        | 40  | 2 399            | 114              | 2,85             | 90,9             | 5                | 6                | -                | -     | -                    | -                    | -                    | -                    | -                    |                      |                      |
| 1975-1976  | Flames d'Atlanta        | LNH        | 37  | 2 127            | 122              | 3,44             | 88,7             | 1                | -                | -                | -     | -                    | -                    | -                    | -                    | -                    |                      |                      |
| 1976-1977  | Flames d'Atlanta        | LNH        | 43  | 2 420            | 124              | 3,07             | 88,6             | 3                | 6                | 2                | 120   | 5                    | 2,52                 | 89,1                 | -                    | -                    |                      |                      |
| 1977-1978  | Flames d'Atlanta        | LNH        | 9   | 524              | 43               | 4,93             | 83,9             | -                | 2                | -                | -     | -                    | -                    | -                    | -                    | -                    |                      |                      |
| 1977-1978  | Blues de Saint-Louis    | LNH        | 44  | 2 617            | 159              | 3,65             | 88,3             | 1                | 10               | -                | -     | -                    | -                    | -                    | -                    | -                    |                      |                      |
| 1978-1979  | Blues de Saint-Louis    | LNH        | 39  | 2 256            | 163              | 4,34             | 86,4             | 1                | 6                | -                | -     | -                    | -                    | -                    | -                    | -                    |                      |                      |
| 1979-1980  | Flyers de Philadelphie  | LNH        | 41  | 2 363            | 141              | 3,58             | 87,5             | -                | 37               | 6                | 384   | 16                   | 2,5                  | 92                   | 1                    | -                    |                      |                      |
| 1980-1981  | Flyers de Philadelphie  | LNH        | 16  | 899              | 61               | 4.08             | 86,4             | -                | -                | -                | -     | -                    | -                    | -                    | -                    | -                    |                      |                      |
| 1980-1981  | Rockies du Colorado     | LNH        | 10  | 576              | 33               | 3,44             | 88,4             | -                | -                | -                | -     | -                    | -                    | -                    | -                    | -                    |                      |                      |
| 1981-1982  | Rockies du Colorado     | LNH        | 24  | 1 253            | 112              | 5,37             | 83,9             | -                | -                | -                | -     | -                    | -                    | -                    | -                    | -                    |                      |                      |
| 1981-1982  | Texans de Fort Worth    | LCH        | 10  | 615              | 40               | 3,9              | -                | -                | -                | -                | -     | -                    | -                    | -                    | -                    | -                    |                      |                      |
| 1982-1983  | Sabres de Buffalo       | LNH        | 5   | 300              | 21               | 4,21             | 86,1             | -                | -                | 1                | 57    | 7                    | 7,4                  | 75,9                 | -                    | -                    |                      |                      |
| 1982-1983  | Americans de Rochester  | LAH        | 43  | 2 541            | 156              | 3,68             | -                | -                | 14               | -                | -     | -                    | -                    | -                    | -                    | -                    |                      |                      |
| 1983-1984  | Americans de Rochester  | LAH        | 33  | 1 803            | 104              | 3,46             | -                | 4                | 4                | -                | -     | -                    | -                    | -                    | -                    | -                    |                      |                      |
| Totaux LNH | Totaux LNH              | Totaux LNH | 439 | 25 183           | 1 481            | 3,53             | 88,4             | 14               | 101              | 12               | 746   | 41                   | 3,3                  | 89,5                 | 1                    | -                    |                      |                      |

| Année | Équipe | Compétition          |   | PJ  | Min | BC   | Moy | % Arr | Bl | Pun      |  | Résultat |
| 1981  | Canada | Championnat du monde | 7 | 359 | 26  | 4,34 |     | 0     |    | 4e place |  |          |

## Récompenses
- Nommé à la deuxième équipe d'étoiles de la Ligue de Hockey Junior du Québec avec les Bruins de Victoriaville lors de la saison 1964-1965.
- A réalisé le plus de blanchissage (3) en LHJQ lors de la saison 1964-1965.
- Nommé à la deuxième équipe d'étoiles de la LHJQ avec les Bruins de Shawinigan lors de la saison 1965-1966.
- Nommé à la deuxième équipe d'étoiles de l'Association de Hockey de l’Ontario avec les Flyers de Niagara Falls lors de la saison 1967-1968.
- A réalisé le plus de blanchissage (4) en OHA lors de la saison 1967-1968.
- Vainqueur du trophée George-T.-Richardson (équipe championne de l'Est Canadien) et de la Coupe Mémorial (trophée remis à la meilleure équipe junior canadienne) de 1968, avec les Flyers de Niagara Falls.
- Mène les gardiens de la Ligue Centrale de Hockey au nombre de matchs joués (53) et de minutes jouées (3150) avec les Apollos de Houston lors de la saison 1968-1969.
- Remporte le trophée Terry-Sawchuk pour avoir mené la LCH avec la plus faible moyenne de buts encaissés (2,83) lors de la saison 1968-1969.
- Nommé à la deuxième équipe d'étoiles de la LCH lors de la saison 1968-1969.
- Dispute 15 matchs pour les Voyageurs de Montréal, les aidant a gagné le titre de saison régulière de la Ligue Américaine de Hockey en 1969-1970.
- Dispute 30 matchs pour les Canadiens de Montréal en Ligue nationale de hockey lors de la saison 1970-1971, mais ne voit pas son nom gravé sur la coupe car il est le 3e gardien de l’équipe.
- Est le premier gardien des Flames d'Atlanta et remporte le premier match de la franchise face aux Islanders de New York, le 8 octobre 1972.
- Co-gagnant du prix du joueur le plus utile pour l’équipe des Flames d’Atlanta  lors de la saison inaugurale de 1972-1973.
- Remporte la première victoire en séries éliminatoires dans l'histoire de la franchise des Flames d’Atlanta, contre les Kings de Los Angeles, le 7 avril 1977.
- Nommé Joueur de la semaine de la LNH alors qu'il joue pour les Blues de Saint-Louis à la fin de décembre 1977.
- Etablit le record des départs consécutifs par un gardien pour les Blues de Saint-Louis  (28, record aujourd’hui battu) en 1977-1978.
- Fait partie de l'équipe des Flyers de Philadelphie qui établit le record de la LNH avec une série de 35 matchs sans défaite en 1979-1980.
- Remporte le trophée Clarence-S.-Campbell avec les Flyers de Philadelphie en 1980.
- Perd la finale de la Coupe Stanley avec les Flyers de Philadelphie en 1980.
- Gardien partant de l'équipe canadienne qui s'est classé quatrième aux championnats du monde en 1981.
- Remporte le titre de saison régulière de la LAH  en tant qu’entraîneur adjoint/joueur pour les Americans de Rochester lors de la saison 1982-1983.
- Remporte la Coupe Calder en tant qu’entraîneur adjoint/joueur pour les Américans de Rochester en 1983.
- Médaillé de Bronze en tant qu’entraineur adjoint avec l’équipe du Canada lors des Championnats du monde de 1986

## Transactions
- Réclamé lors du repêchage d’expansion par les Flames d’Atlanta aux Canadiens de Montréal le 6 juin 1972.
- Est  échangé par les Flames d’Atlanta en compagnie de Curt Bennett et de Barry Gibbs aux Blues de Saint-Louis en retour d’Yves Bélanger, Dick Redmond, Bob MacMillan et du choix de deuxième ronde de 1979 (Mike Perovich), le 12 décembre 1977.
- Est échangé par les Blues de Saint-Louis  aux Flyers de Philadelphie en retour de Blake Dunlop et de Rick Lapointe, le 7 juin 1979.
- Ses droits sont  vendus par les Flyers de Philadelphie aux Rockies du Colorado, le 26 février 1981.
- Signe en tant qu’agent libre sans restriction avec les Sabres de Buffalo, le 11 septembre 1982.